# Йейтс, Дэвид
Дэ́вид Йейтс (англ. David Yates, род. 8 октября 1963 года) — британский режиссёр кино и телевидения.

## Биография
Дэвид Йейтс родился в английской деревне Рейнхилл в графстве Ланкашир (ныне в городском районе Сент-Хеленс, Мерсисайд) в 1963 году. Был вдохновлён карьерой в кино после просмотра фильма Стивена Спилберга «Челюсти». Он пытался понять производство и элементы кинематографа. С друзьями начал снимать короткометражные фильмы в возрасте до 14 лет, используя камеру, которую подарила ему мать.
Будучи взрослым, снимал в основном фильмы для телевидения, сотрудничал с каналом BBC. Всего снял 19 фильмов, первый из которых — в 1984 году. Получил образование в колледже своего родного города, а затем в Эссекском и Джорджтаунском университетах.
В ноябре 2011 года Дэвид Йэтс объявил о намерении снять полнометражный кинофильм «Доктор Кто» по мотивам одноимённого сериала.
Однако его намерения не оправдались. Стивен Моффат сказал, что как минимум на ближайшее будущее отказ от идеи о полнометражном фильме окончателен и бесповоротен. Ранее в одном из своих интервью Стивен успокоил фанатов, заявив, что если фильм и будет снят, то по крайней мере не Йейтсом.
В 2005 году Йейтс был выбран «Уорнер Бразерс» режиссёром пятого фильма о Гарри Поттере. Перед началом съёмок он посетил Leavesden Studios. Фильм «Гарри Поттер и Орден Феникса» получил огромную известность, собрав в мире 938 468 864 $. Позже Йейтс был выбран режиссёром шестого фильма о Гарри Поттере. Во время съёмок фильма «Уорнер Бразерс» заявила, что последний фильм «Гарри Поттер и Дары Смерти» должен быть разделён на две части. Дэвид Йейтс вновь стал режиссёром. Первая часть фильма «Гарри Поттер и Дары Смерти» вышла в ноябре 2010 года. Фильм был оценён критиками хуже, чем предыдущий фильм Йейтса. Единственный режиссёр, экранизировавший больше двух книг «поттерианы».

## Фильмография

### Полнометражные фильмы
| Год  | Фильм                                             | Режиссёр | Продюсер       |
| ---- | ------------------------------------------------- | -------- | -------------- |
| 1998 | Истец Тичборн                                     | Да       |                |
| 2007 | Гарри Поттер и Орден Феникса                      | Да       |                |
| 2009 | Гарри Поттер и Принц-полукровка                   | Да       |                |
| 2010 | Гарри Поттер и Дары Смерти. Часть 1               | Да       |                |
| 2011 | Гарри Поттер и Дары Смерти. Часть 2               | Да       |                |
| 2016 | Тарзан. Легенда                                   | Да       | Исполнительный |
| 2016 | Фантастические твари и где они обитают            | Да       |                |
| 2018 | Фантастические твари: Преступления Грин-де-Вальда | Да       |                |
| 2022 | Фантастические твари: Тайны Дамблдора             | Да       |                |
| 2023 | Продавцы боли                                     | Да       | Да             |

### Короткометражные фильмы
| Год  | Фильм                 | Режиссёр | Сценарист | Продюсер |
| ---- | --------------------- | -------- | --------- | -------- |
| 1988 | Когда я была девочкой | Да       | Да        | Да       |
| 1991 | Жена ткача            | Да       | Да        |          |
| 1991 | Апельсины и лимоны    | Да       |           |          |
| 1992 | Хорошо выглядишь      | Да       |           |          |
| 1996 | Перфоратор            | Да       |           |          |
| 2002 | Ранг                  | Да       |           |          |

### Телевидение
| Год     | Название                         | Режиссёр | Продюсер       | Примечания                            |
| ------- | -------------------------------- | -------- | -------------- | ------------------------------------- |
| 1994    | Движущиеся картинки              | Да       |                | Документальный, эпизод «Малый бюджет» |
| 1994—95 | Чисто английское убийство        | Да       |                | 5 эпизодов                            |
| 1995    | Сказка о трёх приморских городах | Да       | Да             | Документальный мини-сериал, 3 эпизода |
| 2000    | Грехи                            | Да       |                | Мини-сериал, 3 эпизода                |
| 2001    | Дороги, которые мы выбираем      | Да       |                | Мини-сериал, 4 эпизода                |
| 2003    | Большая игра                     | Да       |                | Мини-сериал, 6 эпизодов               |
| 2003    | А вот и гости!                   | Да       |                | Телефильм                             |
| 2004    | Секс-трафик                      | Да       |                | Мини-сериал, 2 эпизода                |
| 2005    | Девушка из кафе                  | Да       |                | Телефильм                             |
| 2014    | Тиран                            | Да       | Исполнительный | Эпизод «Пилот»                        |